# Sainte-Mère
Sainte-Mère är en kommun i departementet Gers i regionen Occitanien i sydvästra Frankrike. Kommunen ligger i kantonen Miradoux som tillhör arrondissementet Condom. År 2022 hade Sainte-Mère 204 invånare.

## Befolkningsutveckling
Antalet invånare i kommunen Sainte-Mère
Referens:INSEE